# Microphysula cookei
Microphysula cookei är en snäckart som först beskrevs av Henry Augustus Pilsbry 1922.  Microphysula cookei ingår i släktet Microphysula och familjen Thysanophoridae. Inga underarter finns listade i Catalogue of Life.